# Nyikolaj Grigorjevics Kapusztyin
Nyikolaj Grigorijevics Kapusztyin, (orosz nyelven Никола́й Ги́ршевич Капу́стин (Horlivka, 1937. november 22. – 2020. július 2.) ukrán zeneszerző és zongorista.

## Élete
Az akkor a Szovjetunióhoz, ma Ukrajna Donecki területéhez tartozó Horlivka kisvárosban született. Szülei nem voltak zenészek, de támogatták gyermekeik zenészi pályáját. Végül csak fiuk foglalkozott a zenével, Nyikolaj nővére gyógyszerész lett. A második világháborúban Ukrajna német megszállása idején a családot a mai Kirgizisztán területére, egy Tokmok nevű kisvárosba evakuálták. Ezalatt édesapja a fronton harcolt, majd 1945 nyarán hazatért. 
Először 13 évesen kísérletezett egy zongoraszonáta megírásával. 14 évesen korában a család Moszkvába költözött, ahol Feliksz Blumenfeld, majd a Moszkvai Konzervatóriumban Alekszandr Goldenveizer volt a zenetanára, utóbbi még személyesen ismerte Csajkovszkijt. Itt írta meg Op. 1-es, zongorára és zenekarra írt Concertinó-ját, amely az első nyilvánosan előadott műve, 1957-ben mutatták be. A konzervatóriumot 1961-ben fejezte be, ezt követően tagja lett az Oleg Lundsztrem Big Bandnek, amely az ő műveit is előadta Kapusztyin saját zongorázásával. 1972 körül otthagyta az együttest, előbb a rádió, majd a mozi szimfonikus zenekarában zongorázott, azóta kizárólag zeneszerzőként dolgozott.

## Zenei stílusa
Kapusztyin művei a komolyzenéhez sorolhatók, ám számos vonást kölcsönöznek a jazzből. A stílusok gyakran keverednek, általában klasszikus műfajokban, hagyományos keretek között (pl. szonáta, etűd) használ a jazzre jellemző vonásokat. Jellemző ez például 1977-es, op. 28-as szvitjére, amely a barokk szvitek formáját követi egészen más hangzással.

## Művei
Műveit ma elsősorban az orosz Melodiya és a japán Triton kiadók publikálják, utóbbi felvételein a szerző zongorázik. Fia, Anton Kapusztyin elméleti fizikus is őrzi több művének felvételét. Az élvonalba tartozó zongoristák is előadják az általa szerzett zenéket, mint például Marc-André Hamelin vagy Masahiro Kawakami.
Kapusztyin húsz zongoraszonátát, hat zongoraversenyt, egy hegedűversenyt, két csellóversenyt és számos egyéb művet írt.